# Scirpus kimsonensis
Scirpus kimsonensis là loài thực vật có hoa trong họ Cói. Loài này được N.K.Khoi miêu tả khoa học đầu tiên năm 1996.